# 히파티아
히파티아(고대 그리스어: Ὑπατία, 355년 - 415년)는 고대 이집트 알렉산드리아에서 활동한 신플라톤주의의 대표적인 그리스계 여성 철학자, 수학자이다.

## 생애
히파티아는 기원후 355년경, 알렉산드리아에서 철학자이자 기하학자인 테온의 딸로 태어났다. 동로마 제국의 백과사전 수다에 따르면, 테온은 프톨레마이오스 왕조 시기 왕립연구소와 같은 이름을 지닌 "무세이온"(museion) 학교 출신이었다. 알렉산드리아는 세계적인 학문의 중심지였고 서로의 학문을 나누기 위해서 여러 문명국으로부터 학자들이 모여드는 역내 학문의 중심부였다. 테온의 딸로서 히파티아는 이런 자극적이고 도전적인 환경에 둘러싸여 있었다. 유럽, 아시아, 아프리카로부터 온 열정적인 학생들이 히파티아의 강의를 듣기 위해 몰려들었다. 그녀는 디오판토스의 산술과 디오판토스가 고안한 기호에 관하여 강의하였다.

## 주요 업적
‘디오판토스의 천문학적 계산에 관하여’라는 그녀의 저서 일부분이 15세기경 바티칸 도서관에서 발견되었다. 그녀가 쓴 책은 디오판토스의 산술에 대한 해설서, 아폴로니우스의 원추곡선에 대한 해설서, 톨레미의 대표작 알마게스트에 관한 해설서 등이 있고, 아버지 테온과 공동으로 저술한 유클리드 원론에 관한 해설서가 있다. 디오판토스의 산술은 주로 일차와 이차방정식의 풀이를 다루고 있지만 히파티아는 디오판토스의 풀이 외에 몇 가지 다른 풀이와 많은 새로운 문제를 해설서에 써놓았다. 이것들은 히파티아의 연구업적이라 평가되고 있다.

## 평가
히파티아의 동시대 사람들은 그녀의 천재성에 대하여 대부분 서정적으로 표현하고 있다. 콘스탄티노폴리스의 소크라테스, 니세포르스, 필로스토르기우스 등은 모두 히파티아와 다른 교파의 역사학자였으나 그녀의 성품이나 학문을 찬양하는 데 인색한 법이 없었다.
그녀는 수학자로서 유명한 것만큼이나 철학자로서도 잘 알려져 있으며 '무사(Musa) 여신에게' 또는 '철학자에게'라고 주소가 쓰인 편지는 당연히 그녀에게 배달되었다는 전설적인 이야기가 전해온다.

## 죽음

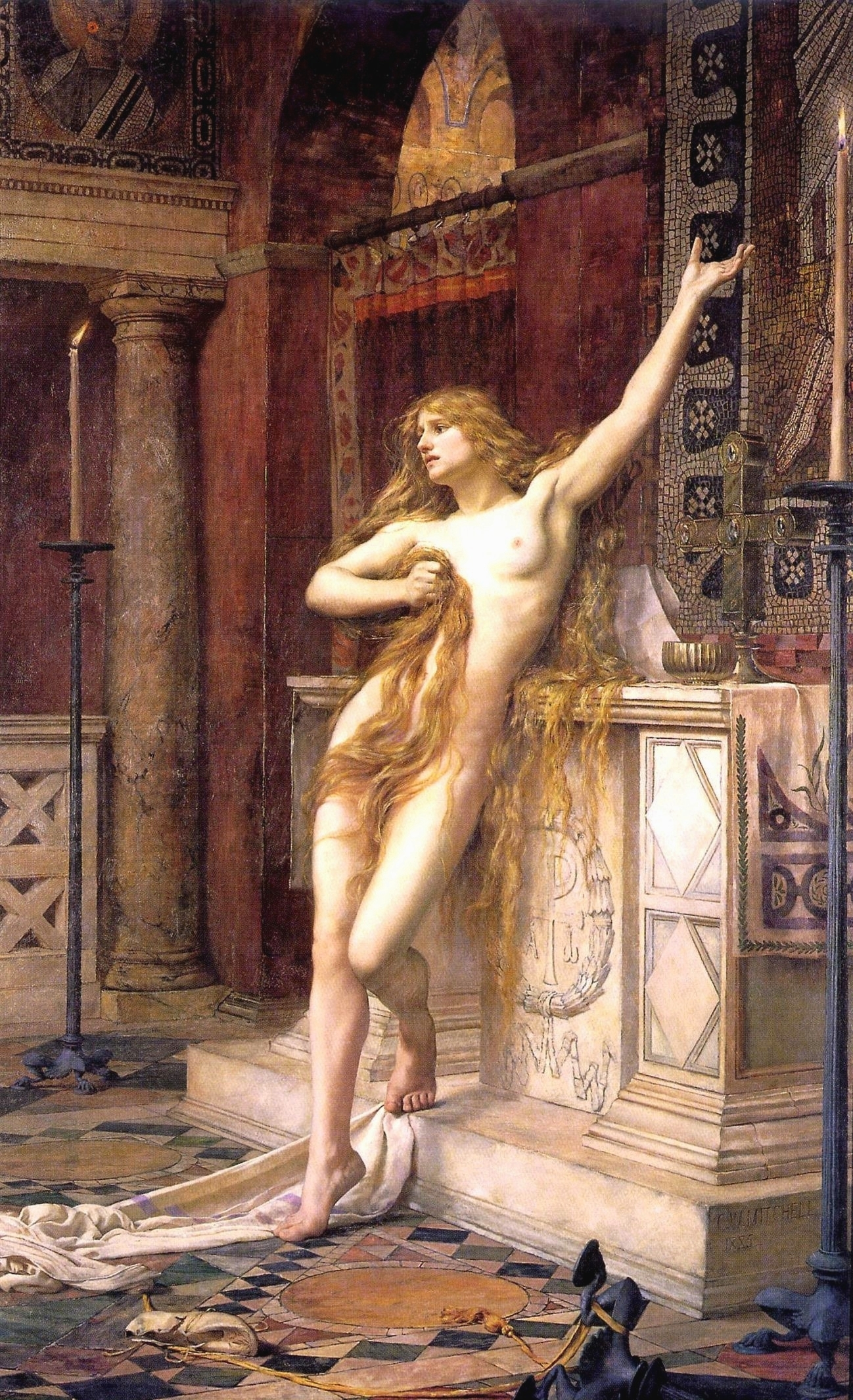
히파티아의 죽음

대주교 키릴로스의 유일한 반대세력으로 보이는 총독 오레스테스와의 신뢰, 그리고 잦은 만남으로 인하여 히파티아는 두 파벌 사이에서 정치적 보복을 위한 희생물이 되었다. 히파티아는 기독교인 폭도에게 살해당하고 주검이 훼손되었다.

## 같이 보기
- 헬레니즘
- 《아고라》 - 히파티아의 삶을 다룬 2009년 영화